# 2 Dywizja Pancerna SS „Das Reich”

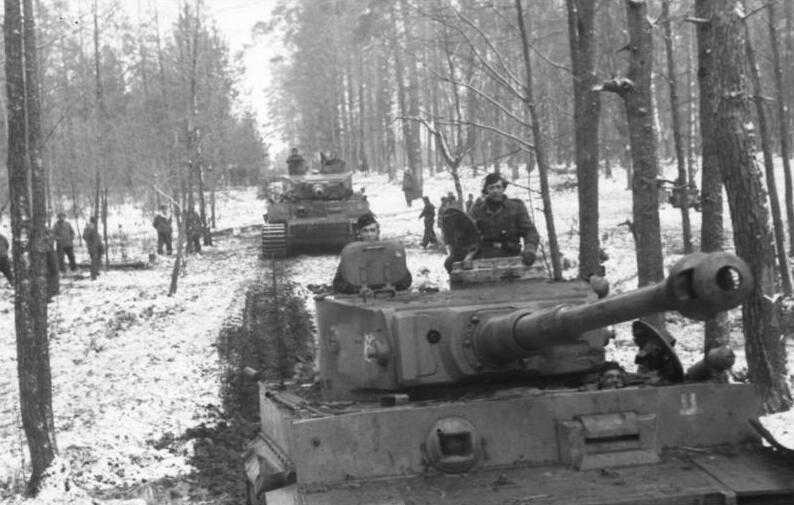
Dywizja „Das Reich” w czasie agresji na ZSRR. Okolice miasta Kropywnycki, grudzień 1943

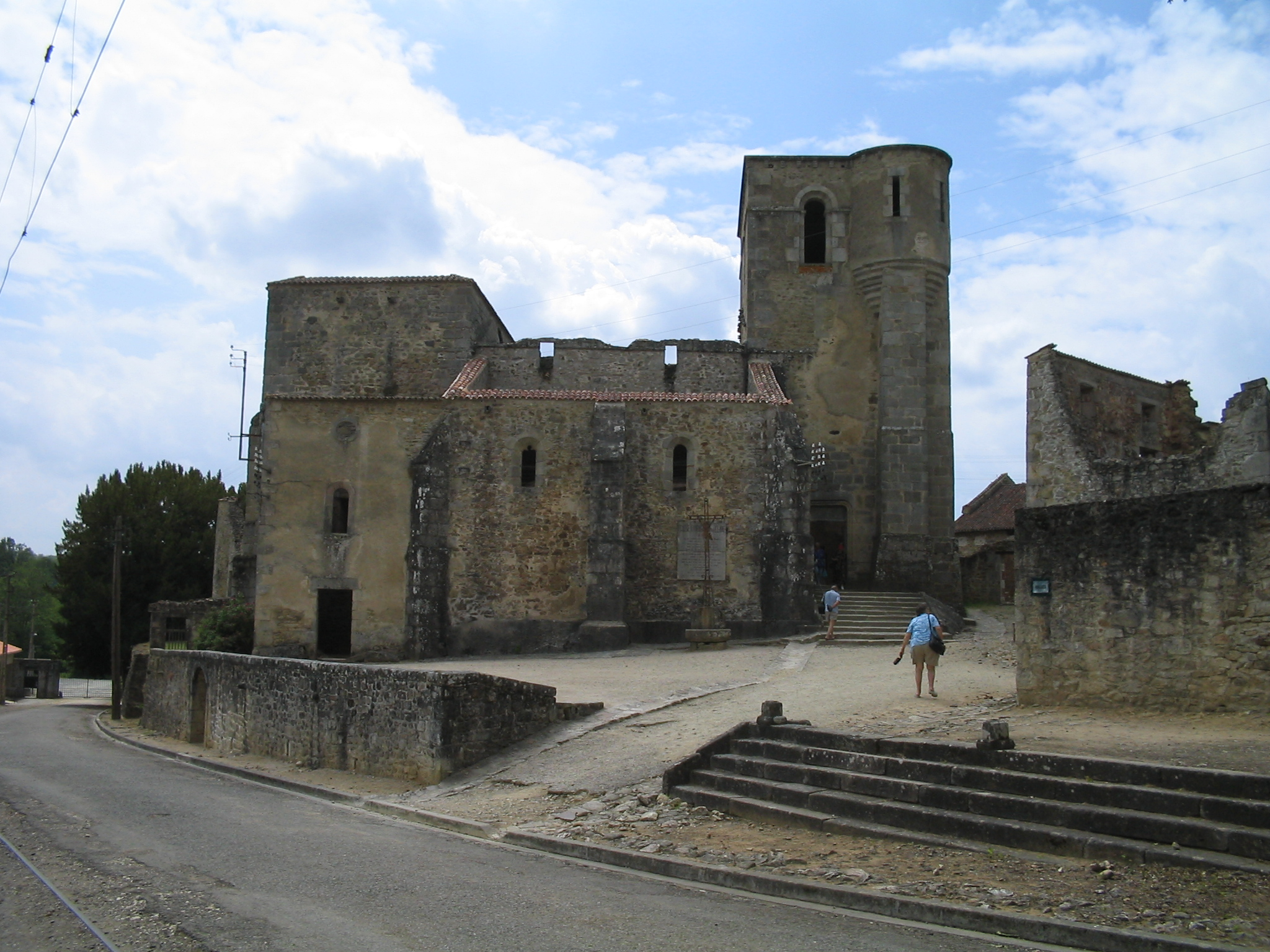
Kościół w Oradour-sur-Glane, świadek zbrodni popełnionej przez żołnierzy z Dywizji „Das Reich”

2 Dywizja Pancerna SS „Das Reich” (niem. 2. SS-Panzerdivision "Das Reich") – dywizja Waffen-SS, odpowiedzialna za masakrę ludności cywilnej w Oradour-sur-Glane.

## Historia
Dywizja została utworzona w 1934 roku jako Die SS-Verfügungstruppe, w 1940 stała się formacją Waffen-SS. Jako dywizja Waffen-SS używała nazw: SS-Division Verfügungstruppe, SS-Division Deutschland, SS-Division Reich, SS-Division Das Reich, SS-Panzergrenadier-Division Das Reich, i 2. SS-Panzer-Division Das Reich.
Dywizja Das Reich brała udział zarówno w ataku na Francję, jak i w inwazji na Bałkany, ale głównie walczyła na froncie wschodnim z Armią Czerwoną, docierając aż do stolicy ZSRR. Żołnierze z jednostek rozpoznawczych widzieli już dachy budynków w mieście. W początkowym okresie ataku na ZSRR, żołnierzom z Dywizji Das Reich, nie zapewniono transportu więc większą część drogi musieli pokonać pieszo. Ostra zima oraz radziecka kontrofensywa udaremniły niemiecki plan zajęcia Moskwy. W czasie tych walk dywizja poniosła znaczne straty. 
Dywizja brała też udział w bitwie pod Jelnią, pod Sokołowem (jej przeciwnikiem był 1 Czechosłowacki Samodzielny Batalion Polowy), pod Charkowem, na łuku kurskim oraz operacji nad Miusem.
W przededniu bitwy pod Kurskiem liczyła 163 czołgi, a więc dwa razy więcej od analogicznych formacji pancernych Wehrmachtu (np. 3 Dywizja Pancerna posiadała wtedy 90 czołgów, a 9 Dywizja Pancerna 83 czołgi). Po walkach na froncie wschodnim dywizja została wycofana do Francji w celu uzupełnienia strat w ludziach i sprzęcie. 
Po inwazji aliantów we Francję walczyła w Normandii. Po klęsce we Francji dywizja „Das Reich” wzięła udział w ofensywie w Ardenach, a potem przerzucona została na Węgry. Na Węgrzech uczestniczyła w nieudanej operacji Wiosenne Przebudzenie skierowanej przeciw Armii Czerwonej. Atak niemiecki został powstrzymany, a 16 marca 1945 armia radziecka przeszła do kontrataku, po którym dywizja „Das Reich” znalazła się w okrążeniu. Po wyjściu z okrążenia żołnierze "Das Reich"  walczyli już tylko o przetrwanie. Pod koniec wojny udało im się przedrzeć na zachód, aby uniknąć rosyjskiej niewoli. Po okrążeniu pod Linzem, w maju 1945 roku poddali się armii amerykańskiej. 

## Zbrodnia wojenna w Oradour-sur-Glane i inne zbrodnie
W kwietniu 1944 roku trafiła do Francji gdzie 10 czerwca popełniła jedną z najgłośniejszych zbrodni Waffen-SS na ludności cywilnej. Żołnierze w miasteczku Oradour-sur-Glane zamordowali 642 osoby, w tym 207 dzieci. 
Kobiety wraz z dziećmi zostały zamknięte w kościele, który został podpalony. Przez okna żołnierze dywizji Das Reich wrzucali granaty, a do próbujących uciekać strzelali z broni maszynowej.
Związek Radziecki
- wrzesień 1941 - zamordowanie 920 cywilów narodowości żydowskiej[14]

Francja
- 21 maja 1944 - zamordowanie 15 cywilów
- 8 czerwca 1944 - zamordowanie 29 cywilów
- 9 czerwca 1944 - zamordowanie 164 cywilów
- 10 czerwca 1944 - zamordowanie 669 cywilów (642 osoby w Oradour-sur-Glane)[14]

## Dowódcy
- Gruppenführer – Paul Hausser (październik 1939 – październik 1941)
- Brigadeführer – Wilhelm Bittrich (październik 1941 – grudzień 1941)
- Brigadeführer – Matthias Kleinheisterkamp (grudzień 1941 – kwiecień 1942)
- Gruppenführer – Georg Keppler – (kwiecień 1942 – luty 1943)
- Oberführer – Herbert-Ernst Vahl – (luty 1943 – marzec 1943)
- Standartenführer – Kurt Brassack (marzec 1943 – kwiecień 1943)
- Gruppenführer – Walter Krüger  (kwiecień 1943 – październik 1943)
- Brigadeführer – Heinz Lammerding (październik 1943 – lipiec 1944)
- Obersturmbannführer – Christian Tychsen  (lipiec 1944)
- Oberführer – Otto Baum (lipiec 1944 – październik 1944)
- Brigadeführer – Heinz Lammerding (październik 1944 – styczeń 1945)
- Standartenführer – Karl Kreutz (styczeń 1945 – luty 1945)
- Gruppenführer – Werner Ostendorff (luty 1945 – marzec 1945)
- Standartenführer – Rudolf Lehmann (marzec 1945 – kwiecień 1945)
- Standartenführer – Karl Kreutz (kwiecień 1945 – maj 1945)[15]